# Гротен

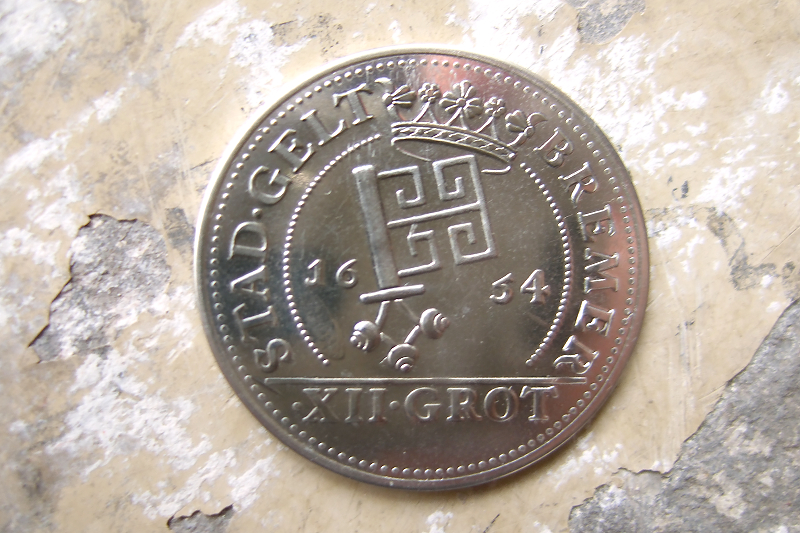
Изображение монеты номиналом в 12 гротенов. Бремен

Гротен (нем. Groten) — название монеты ряда немецких государств.

## История
В начале XIV столетия в области нижнего Везера пфенниги были вытеснены французскими турскими грошами (фр. Gros tournois) и их подражаниями. Вначале в Бремене они получили название «гротенов турнос». В середине XIV столетия сформировалась бременская весовая марка, делившаяся на 32 гротенов. К этому времени относится разделение турских грошей и гротенов, которые изначально являлись лишь их немецким названием. По французским законам из одной французской марки (244,752 г) 23-каратного серебра следовало выпускать 58 турских грошей. Таким образом 1 турский грош содержал 4,044 г чистого серебра. Вес бременской марки в XIV столетии несколько раз пересматривался. Так, в 1344 году он составлял 128,296 г, в 1349—137,227 г, в 1369—138,852 г. Если исходя из массы бременской марки в 1344 году гротен по содержанию в нём серебра соответствовал турскому грошу, то в 1369 году был уже на 7 % дороже. Таким образом гротен и турский грош стали обозначением не одной и той же монеты, а различными денежными единицами, содержащими отличное друг от друга количество благородного металла.
Изначально гротен являлся не реальной, а счётной денежной единицей. Во второй половине XIV столетия в Бремене чеканили лишь пфенниги, виттены и шварены.
В 1405 году в Бремене сложилась следующая денежно-монетная система:
| Марка | Фердинг | Лот | Гротен | Виттен | Шварен | Пфенниг | Шерф |
| ----- | ------- | --- | ------ | ------ | ------ | ------- | ---- |
| 1     | 4       | 16  | 32     | 80     | 160    | 384     | 800  |
|       | 1       | 4   | 8      | 20     | 40     | 96      | 200  |
|       |         | 1   | 2      | 5      | 10     | 24      | 50   |
|       |         |     | 1      | 2,5    | 5      | 12      | 25   |
|       |         |     |        | 1      | 2      | 4 4/5   | 10   |
|       |         |     |        |        | 1      | 2 2/5   | 5    |
|       |         |     |        |        |        | 1       | 2    |

Распространённая в немецких государствах золотая монета рейнский гульден был эквивалентен 16 гротенам.
Для описываемого времени средневековой чеканки монет характерно постоянное изменение взаимоотношений различных денежных единиц. Так уже в 1412 году 1 виттен равнялся половине гротена или 2,5 шваренов. Это было обусловлено постоянным снижением содержания благородных металлов в монетах, пересмотр весовых характеристик марки, влияние денежно-монетных систем сопредельных Бремену государств. О девальвации бременских денег свидетельствует стоимость золотого гульдена в 1439 году в 39 гротенов, в 50 — в 1540 году, в 60 — в 1578 году. В 1618 году, когда началась Тридцатилетняя война, золотой гульден обменивали на 70 гротенов. Уже в следующем 1619 году гульден приравнивался к 92 гротенам. Таким образом за одно столетие содержание благородных металлов в бременских деньгах уменьшилось практически в 6 раз.
23 апреля 1620 года распространённая денежная единица немецких государств рейхсталер был официально приравнен к 72 гротенам. Однако этот курс продержался недолго. Уже в том же году стоимость рейхсталера увеличилась до 78 гротенов, а в 1621 — до 82. В 1622 году на собрании нижнесаксонских депутатов приняло постановление о том, что рейхсталер должен быть эквивалентен 72 гротенам. Содержание благородных металлов в бременских монетах продолжало снижаться. К 1705 году один рейхсталер соответствовал 96 гротенам.
Первая монета номиналом в гротен была отчеканена в Бремене в 1423 году. На ней были изображены герб города ключ и имперский орёл. Впоследствии выпускали монеты с кратными номиналами в ½, 1½, 2, 3, 4, 6, 12, 24, 32, 36 и 48 гротенов.
На протяжении нескольких веков содержание благородного металла в гротенах непрерывно ухудшалось: в 1405 году он содержал 2,386 г серебра, в 1416 — 1,794 г, в 1439 — 0,911 г, в 1538 — 0,556 г, в 1621 — 0,317 г, в 1752 — 0,206 г. Рейхсталер, а позже и введённый в Бремене талер золота были эквивалентны 72 гротенам.
В первой половине XVIII столетия в Бремене, который являлся портовым городом, распространились французские золотые луидоры. В середине столетия в городе сложилась денежная система согласно которой луидор был эквивалентен пяти талерам, каждый из которых равнялся 72 гротенам. Таким образом Бремен перешёл на золотой стандарт, в отличие от других немецких государств, которые придерживались серебряного. Впоследствии этот вольный город не присоединился к Дрезденской и Венской монетной конвенциям, которые были направлены на унификацию денежных систем германских государств. В связи с различием весовых характеристик с талерами других государств Германского союза бременский талер получил название талера золота (нем. Taler Gold) равный 72 гротенам или 360 шваренам.
Гротен был демонетизирован вместе с другими денежными единицами Бремена после создания единой Германской империи. Согласно монетному закону 1871 года, 10 марок подлежали обмену на 3 1/93 бременских талера золота. Таким образом, один талер золота соответствовал 3 маркам 32 пфеннигам, а гротен 4,61 пфеннига.